# Альдона Явловська
Альдона Марія Явловська-Констанцяк (пол. Aldona Maria Jawłowska-Konstanciak; 8 грудня 1934, Варшава — 15 травня 2010, Варшава) — польський соціолог, професор гуманітарних наук Інституту прикладних соціальних наук Варшавського університету.

## Біографія
Випускниця психолого-педагогічного факультету Варшавського університету (1959), захистила докторський ступінь у 1968 році. З 1976 року була співробітником Інституту філософії та соціології Польської академії наук. Була співробітницею Комітету Оборони робітників. У 1978 році вона підписала декларацію про заснування Асоціації наукових курсів і була членом її програмної ради (1980—1981). Була членом редколегії незалежного часопису «Пульс».
23 серпня 1980 року приєдналася до заклику 64 учених, письменників і публіцистів до комуністичної влади розпочати діалог із страйкуючими робітниками. З вересня 1980 року належала до «Солідарності» Інституту філософії та соціології Польської академії наук. У 1982 році була інтернована на кілька місяців у центрі в Голдапі. У 1982—1990 роках була автором журналу «Карта», співробітницею видавництва «Krąg».
У 1987 році стала співробітником Інституту соціальної профілактики та ресоціалізації Варшавського університету, а в 1990 році — Інституту прикладних соціальних наук Варшавського університету. Член Комітету культурологічних наук Польської академії наук. Дослідник екологічних рухів та сприйняття Європи в польському публічному дискурсі. Представник якісних методів у соціальних науках. Організатор і головний редактор журналу Societas/Communitas (2006—2010). Член Collegium Invisibile.
У 2001 році була нагороджена почесним знаком «За заслуги перед польською культурою», а в травні 2007 року нагороджена Офіцерським хрестом Ордена Відродження Польщі.
Похований на Північному міському кладовищі у Варшаві.

## Науковий доробок
- Jawłowska, A. (1975) Drogi kontrkultury, Warszawa: PIW
- Jawłowska, A. (1981) Ruch konsumentów, Warszawa: Wiedza Powszechna, ISBN 83-214-0248-8
- Jawłowska, A. (1988) Więcej niż teatr, Warszawa: PIW, ISBN 83-06-01592-4